# Einar (cantante)
Einar Ortiz, conosciuto solo come Einar (Santiago di Cuba, 22 maggio 1993), è un cantante cubano naturalizzato italiano.

## Biografia
Nato a Santiago di Cuba, si è trasferito in Italia con sua madre e sua sorella quando aveva nove anni, e da allora ha vissuto a Prevalle in provincia di Brescia.
Nel 2017 partecipa all'undicesima edizione di X Factor, venendo eliminato nella fase dei Bootcamp.

### Amici di Maria De Filippi
Pochi mesi dopo l'esperienza a X Factor, partecipa alla diciassettesima edizione del talent show Amici di Maria De Filippi, a fianco di Emma Muscat e Irama, riuscendo ad accedere alla fase serale della trasmissione televisiva, nella squadra blu. Durante la finale di Amici si classifica al terzo posto e firma un contratto con la casa discografica Sony Music.
Il 1º giugno 2018 è stato pubblicato il suo primo EP intitolato Einar contenente sette brani tra cui due inediti già presentati ad Amici, Non c’è (scritto in collaborazione con Gianvito Vizzi), Salutalo da parte mia (di Daniele Magro) e due brani inediti: Chi ama non dimentica (scritto da Tony Maiello, Enrico Palmosi e Sabatino Salvati) e Una notte d’agosto (scritto da Tony Maiello, Enrico Palmosi e Sirius).
Per la promozione del disco, è stato estratto come singolo il brano Chi ama non dimentica, in rotazione radiofonica a partire dal 27 maggio.
Nello stesso anno viene pubblicato il suo EP di debutto chiamato Einar, contenente quattro brani, che raggiunge il quarto posto nella classifica delle vendite in Italia e rimane tra i primi 20 per 8 settimane. Nell'estate dello stesso anno partecipa al Summer Festival.

### Festival di Sanremo
Nel dicembre 2018 è stato uno dei vincitori di Sanremo Giovani con la canzone Centomila volte prodotta da Kikko Palmosi, scritta da Tony Maiello e Ivan Bentivoglio, assicurandosi la partecipazione al Festival di Sanremo 2019 dove ha proposto il brano Parole nuove, scritta da Maiello, Palmosi e Nicola Marotta, con cui si è classificato al 23º posto. Il 24 maggio del medesimo anno pubblica il singolo estivo Un'altra volta te. Tuttavia da lì a poco risulta sparire dalle scene, ritornandoci brevemente nel dicembre 2021 con Caligine, singolo che anticipava l'album Istinto pubblicato l'anno a seguire.

## Discografia

### Album in studio
- 2019 – Parole nuove
- 2022 – Istinto

### EP
- 2018 – Einar

### Singoli
- 2018 – Chi ama non dimentica
- 2018 – Salutalo da parte mia
- 2018 – Notte d'agosto
- 2018 – Centomila volte
- 2019 – Parole nuove
- 2019 – Un'altra volta te
- 2021 – Caligine